# Василий (Михайлов)
Митрополит Василий (в миру Васил Михайлов; май 1847, Стамбул — 24 января 1927, Русе) — епископ Болгарской православной церкви, митрополит Доростольский и Червенский. В 1918—1920 годы — наместник-председатель Священного Синода Болгарской православной церкви.

## Биография
Родился в мае 1847 года в Стамбуле в семье торговца мехами.
В 1861 году окончил болгарское народное училище школу при храме святого Стефана в Стамбуле, после чего стал канонархом в храме святого Стефана и помощником епископа Макариопольского Илариона (Михайловского).
С августа 1861 года обучался в гимназии в Белграде, где сблизился с деятелями «Первого болгарского легиона»: Георгием Раковским, Василом Левским, Василом Друмевым и другими. В 1865 году окончил обучение и вернулся в Стамбул.
С октября 1865 до начала 1866 года изучал в Стамбуле греческий язык. Осенью 1866 года поступил в богословскую школу на острове Халки, которую окончил в 1872 году.
27 июня 1872 года в храме святого Стефана в Стамбуле епископом Макариопольским Иларионом пострижен в монашество и рукоположен во иеродиакона.
После назначения в 1872 года епископа Илариона митрополитом Великотырновским иеродиакон Василий вместе с ним переехал в Болгарию, где служил архидиаконом при нём.
В 1875 году, после смерти митрополита Илариона, переехал в Русе и до 1879 года был секретарём митрополита Доростольско-Червенского Григория (Немцова).
С 1879 года изучал богословие и философию в университетах Мюнхена и Лейпцига. В 1884 году в Гейдельбергском университете получил степень доктора философии.

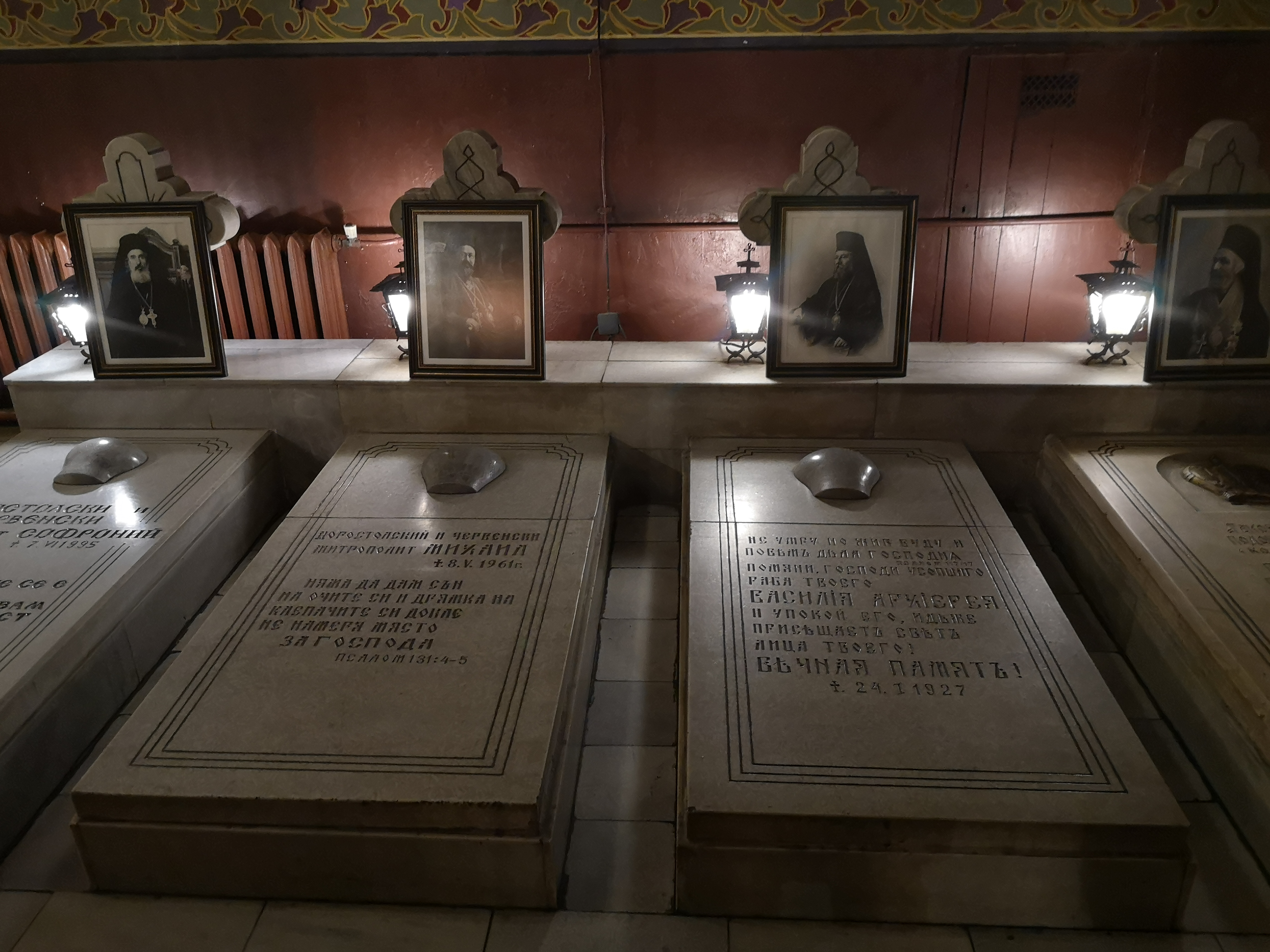
Надгробие епископа Василия в Троицком соборе в Русе

В начале 1885 года вернулся в Русе и был рукоположён во иеромонаха, возведён в сан архимандрита и назначен протосинкеллом митрополита Григория.
21 января 1891 года избран митрополитом Софийским, но 27 марта отказался от избрания и остался помощником митрополита Григория.
11 апреля 1899 года был избран, 4 мая утверждён, а 18 июля в Стамбуле хиротонисан во митрополита Доростольско-Червенского.
Был духовником наследника болгарского престола князя Бориса Сакскобургготского и исповедником болгарского экзарха Иосифа I.
11 ноября 1914 года освятил русский посольский храм во имя святителя Николая Чудотворца в Софии.
С июня 1918 по 22 октября 1921 года был наместником-председателем Священного Синода, то есть фактическим предстоятелем Болгарского Экзархата.
Скончался 24 января 1927 в Русе. Похоронен в притворе Свято-Троицкого кафедрального собора в Русе.